# Пул чекерс
Пул чекерс (англ. pool checkers) — одна из разновидностей игры в шашки, популярна в США, на Ямайке и в некоторых странах Африки вариант игры, часто называется «пул». В 1961 году создана Американская ассоциация пул чекерс.

## Доска и начальная расстановка
Доска 8×8 клеток располагается между партнёрами таким образом, чтобы слева от играющего находилось тёмное угловое поле. В начальной позиции у каждого игрока по 12 шашек, расположенных в первых трёх рядах на чёрных клетках.
На Ямайке играют по белым полям доски.

## Правила ходов и взятия
Первый ход делают чёрные. Простые шашки могут ходить по диагонали на одно поле вперёд, бить вперёд и назад. Дамка может ходить на любое поле по диагонали вперёд и назад, при взятии ходит как в русских или международных шашках. Взятие шашки соперника является обязательным. При нескольких вариантах взятия игрок выбирает вариант взятия по своему усмотрению, в выбранном варианте необходимо бить все доступные для взятия шашки. В пул чекерс не требуется бить максимальное количество шашек.
При достижении последнего от себя горизонтального ряда простая шашка превращается в дамку. Если простая достигла последнего ряда во время взятия, то она превращается в дамку и останавливается, даже при возможности продолжить взятие. В целом, правила игры в пул чекерс такие же, как в бразильских шашках, за исключением необходимости взятия большинства.

## Шашечная нотация
Традиционно, как и в большинстве видов шашек, нумеруются только чёрные поля слева направо и сверху вниз, начиная с верхнего левого угла. Начальное положение и конечное пишут через тире, знак умножения означает взятие.
Пример начала партии:
1. 9—14 23—18
2. 14×23 27×18
3. 5—9 26—23
4. 12—16 30—26
5. 16—19 24×15.

Для объединения и унификации разновидностей пула был предложен вариант Unified Pool, в нём используется доска и нотация аналогично бразильским шашкам, эта разновидность была официально включена в стандарт PDN.

## Соревнования
По пул чекерс проводится чемпионат США.
В 2016 году был проведён первый чемпионат Африки по пул чекерсу.